# NV Arena
Le NV Arena est un stade de football situé à Sankt Pölten en Autriche dont le club résident est le SKN Sankt Pölten. Le stade dispose d'une capacité de 8 000 places. Il remplace le Voithplatz.
Le nom du projet était Niederösterreich-Arena, avant qu'un contrat de naming ne soit signé entre le club et la compagnie d'assurance Niederösterreichische Versicherung.

## Histoire
Le nouveau stade est ouvert le 7 juillet 2012 avec un tournoi où le SKN Sankt Pölten, le Rapid Vienne et le Sparta Prague participent. Il y a trois matchs nuls lors de la compétition. Steffen Hofmann inscrit le tout premier but de l'histoire du stade.
Le premier match de championnat d'Erste Liga (D2) a lieu le 20 juillet 2012 contre le First Vienne (victoire 5-2 de St. Pölten).
La finale du Championnat d'Autriche de football américain y a lieu en 2013 et 2014.

## Galerie

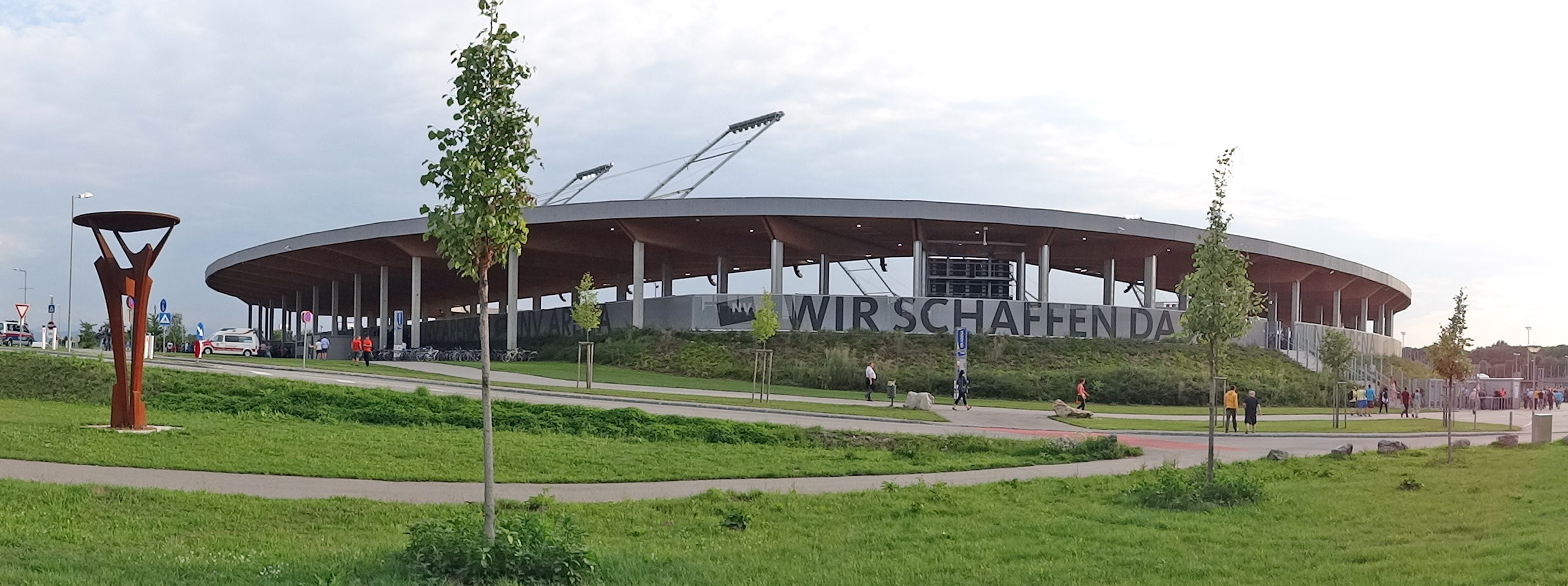
Façade du stade
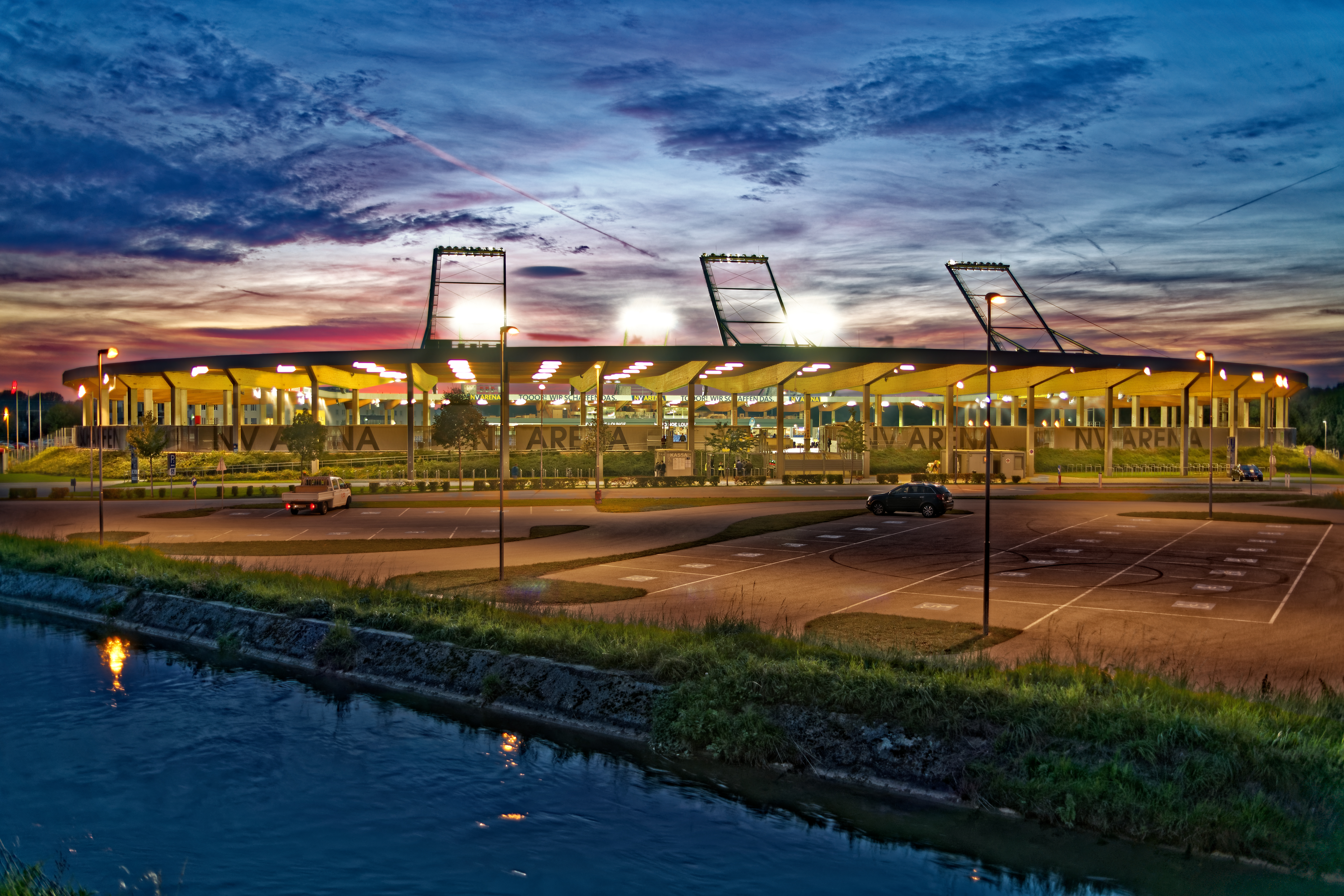
Façade extérieur de nuit
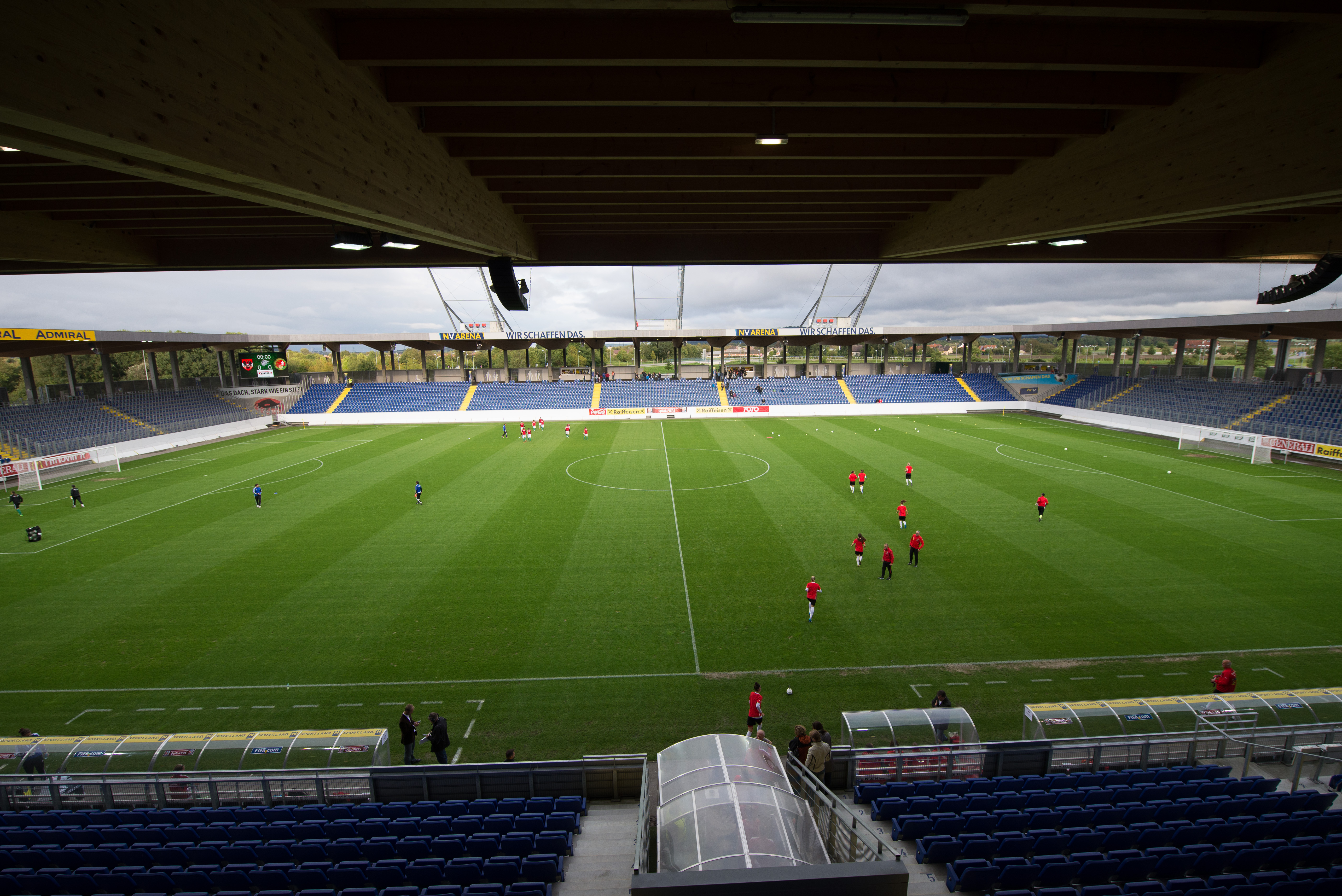
Vue intérieure
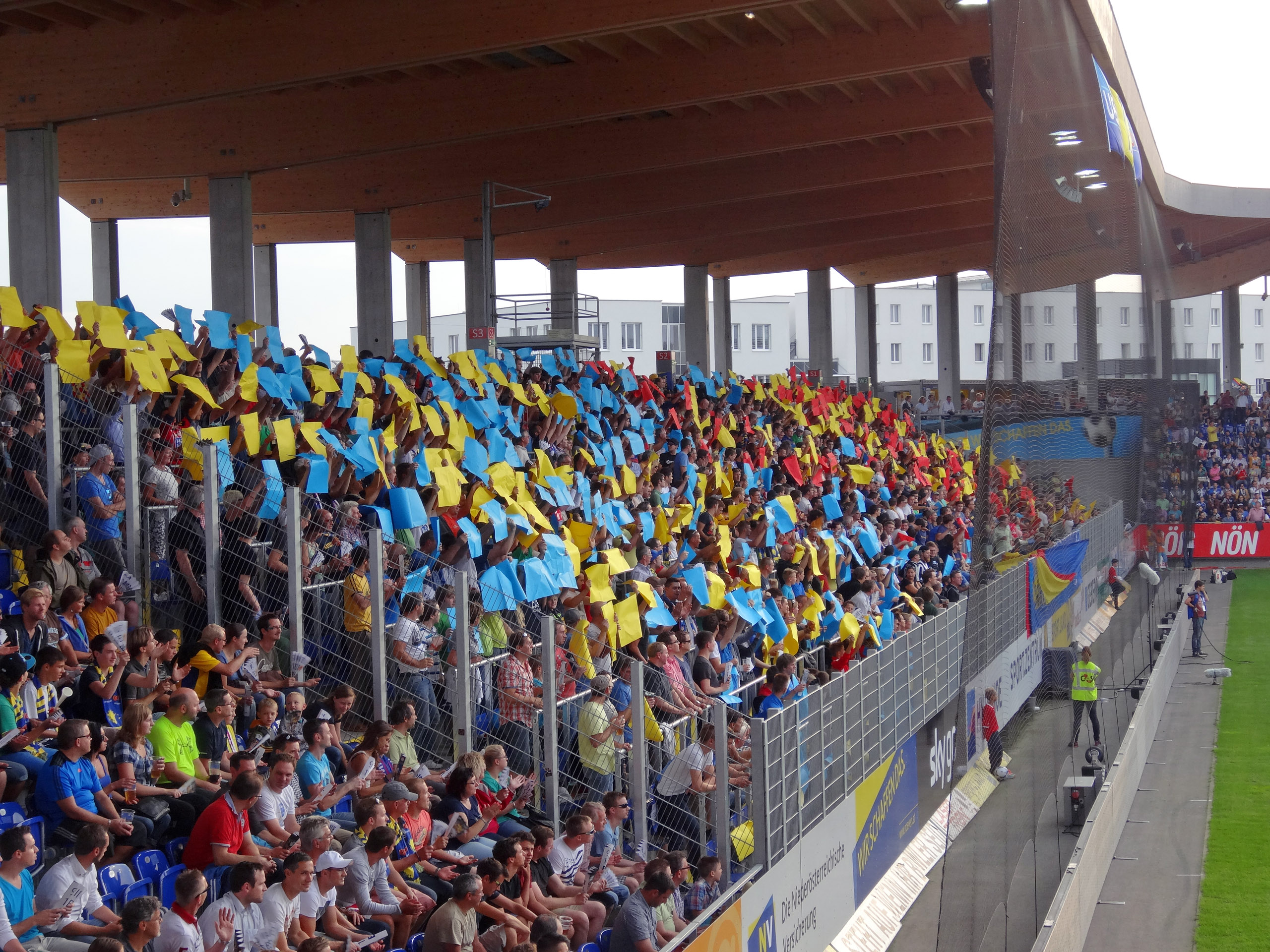
Match de Ligue Europa contre le PSV
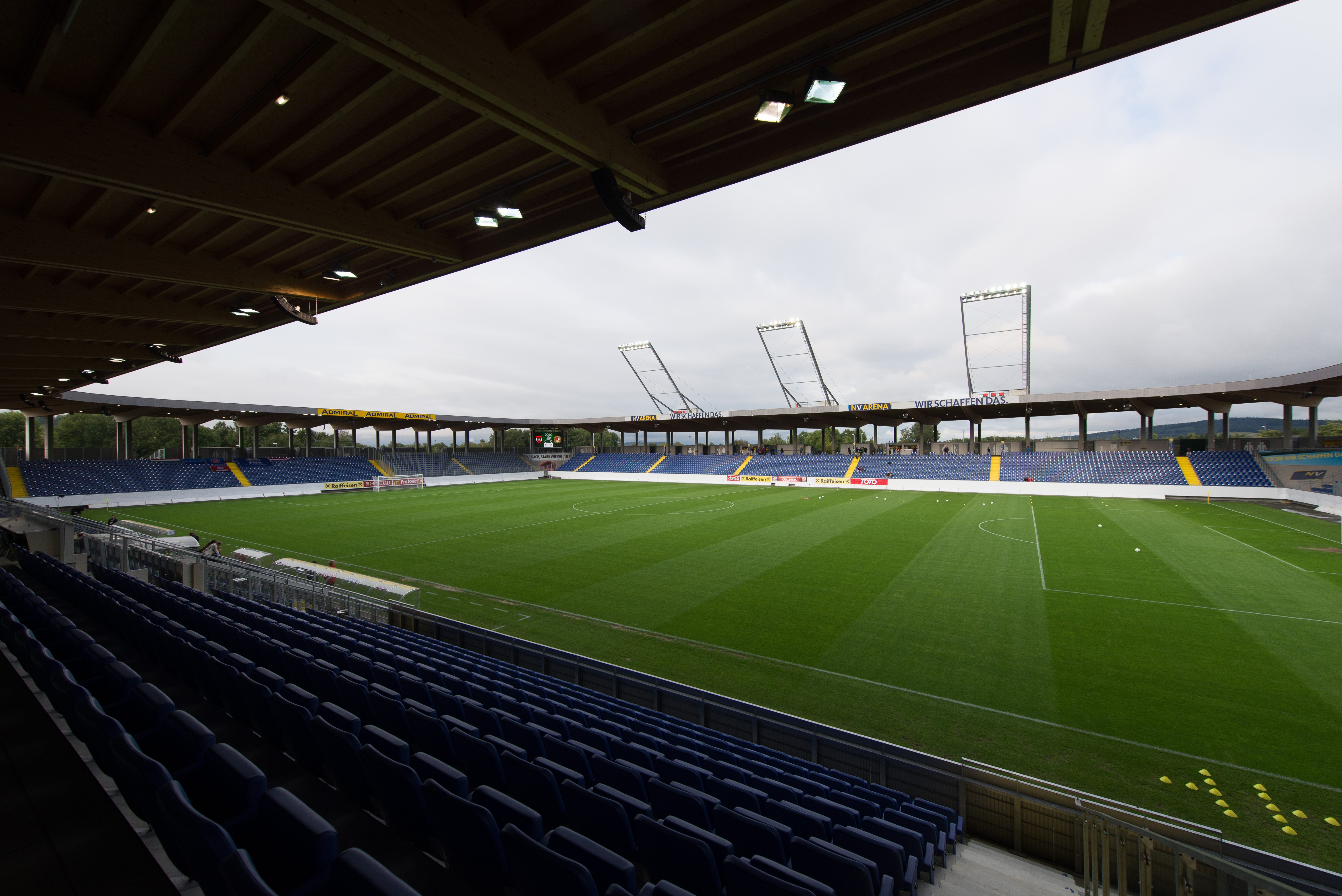
Vue panoramique intérieure
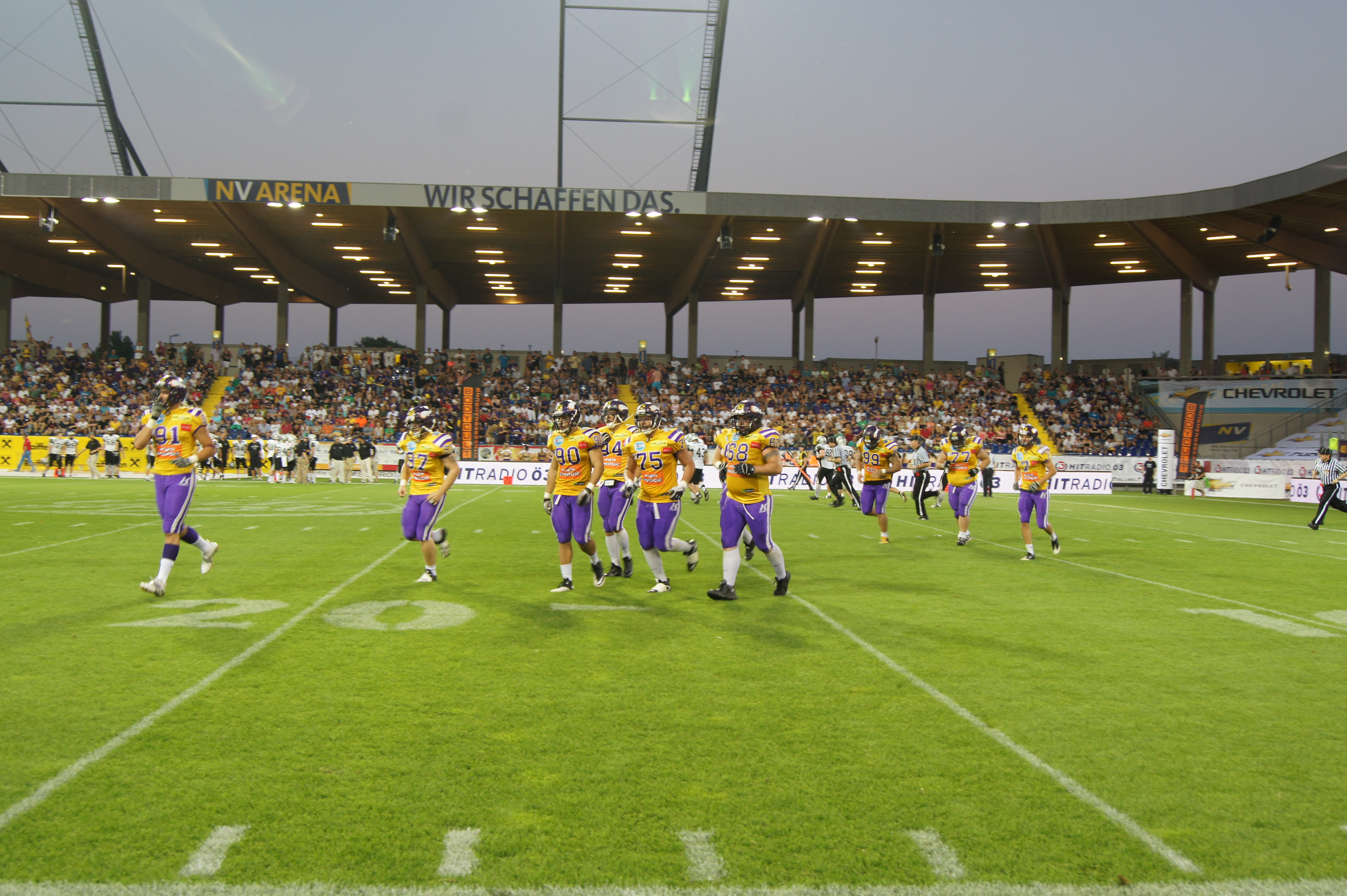
Finale de l'Austrian Bowl XXX